# Manegaon
Manegaon là một thị trấn thống kê (census town) của quận Jabalpur thuộc bang Madhya Pradesh, Ấn Độ.

## Địa lý
Manegaon có vị trí 21°51′B 80°15′Đ / 21,85°B 80,25°Đ Nó có độ cao trung bình là 298 mét (977 feet).

## Nhân khẩu
Theo điều tra dân số năm 2001 của Ấn Độ, Manegaon có dân số 9174 người. Phái nam chiếm 52% tổng số dân và phái nữ chiếm 48%. Manegaon có tỷ lệ 78% biết đọc biết viết, cao hơn tỷ lệ trung bình toàn quốc là 59,5%: tỷ lệ cho phái nam là 83%, và tỷ lệ cho phái nữ là 72%. Tại Manegaon, 10% dân số nhỏ hơn 6 tuổi.